# Marron de Goujounac
Marron de Goujounac  est le nom d'un cultivar naturel de châtaignier (synonyme CA 500).
Cette variété obtenue dans le Lot est surtout utilisée comme pollinisateur.
La couleur foncée du fruit est un handicap pour la vente en frais bien que le fruit soit très savoureux. On l'utilise donc principalement en conserverie malgré un tan un peu pénétrant[réf. nécessaire].